# Tribuna di Galileo
La Tribuna di Galileo è un ambiente monumentale al primo piano del Museo della Specola a Firenze.

## Storia
Fu inaugurata nel 1841 dall'ultimo granduca, Leopoldo II di Lorena, per il III Congresso degli Scienziati Italiani, come ricordato dalla lapide sulla lunetta della porta d'ingresso, ed è opera dell'architetto Giuseppe Martelli.
Dedicata al grande scienziato toscano, è decorata con una serie, unica nel suo genere, di episodi cardine e richiami alla storia della scienza sperimentale. Vincenzo Antinori, allora direttore del Reale Museo di fisica e storia naturale, la definì un "Santuario scientifico".
Aperta solo in occasioni speciali (come nel 2009 in occasione delle celebrazioni galileiane), è un raro esempio di stile tardo-neoclassico in città.

## Descrizione

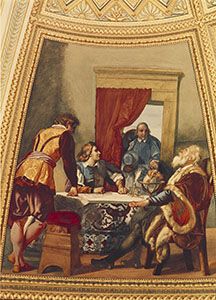
Luigi Sabatelli, Galileo vecchio con i discepoli

La tribuna è una grande sala che si sviluppa sull'asse nord-sud con due ambienti a base quadrata, uno coperto con volta a crociera, quello centrale, e uno, quello d'ingresso, coperto con una cupola in vetro e ghisa (oggi il vetro è sostituito da plexiglas), uno dei più antichi esempi a Firenze di uso architettonico del ferro e vetro.
Il vano d'ingresso è separato, tramite due coppie di colonne ioniche sorreggenti architravi, dai due vani laterali, coperti con volte a botte.
Sul vano centrali si apre poi, in chiusura prospettiva, l'esedra con semicupola dove si trova la statua di Galileo di Aristodemo Costoli, circondata da nicchie dove si trovano i busti di famosi allievi di Galileo: Benedetto Castelli, Bonaventura Cavalieri, Evangelista Torricelli e Vincenzo Viviani. Un tempo qui si trovavano vetrine con gli strumenti originali dell'Accademia del Cimento, oggi esposti nel Museo Galileo.
L'apparato iconografico della Tribuna è composto da affreschi, statue, bassorilievi e stucchi, che riproducono gli strumenti, le scoperte scientifiche, gli scienziati e i mecenati che le hanno rese possibili.
Le quattro lunette e i tre spicchi della semicupola con affreschi ricordano, con una certa retorica celebrativa tipica del XIX secolo, lo sviluppo cronologico della scienza sperimentale, incentrata sulla figura di Galileo. Queste decorazioni iniziano dalla lunetta con Leonardo da Vinci alla presenza del duca di Milano Ludovico Sforza (Nicola Cianfanelli), per proseguire con Galileo mentre dimostra la legge di caduta dei gravi (Giuseppe Bezzuoli); i tre spicchi presentano Galileo che osserva la lampada del Duomo di Pisa, Galileo che presenta il telescopio al Senato di Venezia e Galileo, ormai cieco e anziano, che conversa con i discepoli (tutti e tre di Luigi Sabatelli); le ultime due ritraggono una Seduta sperimentale dell'Accademia del Cimento (Gasparo Martellini) e Alessandro Volta che mostra a Napoleone l'esperimento della pila di Volta (Gasparo Martellini su cartone di Nicola Cianfanelli).

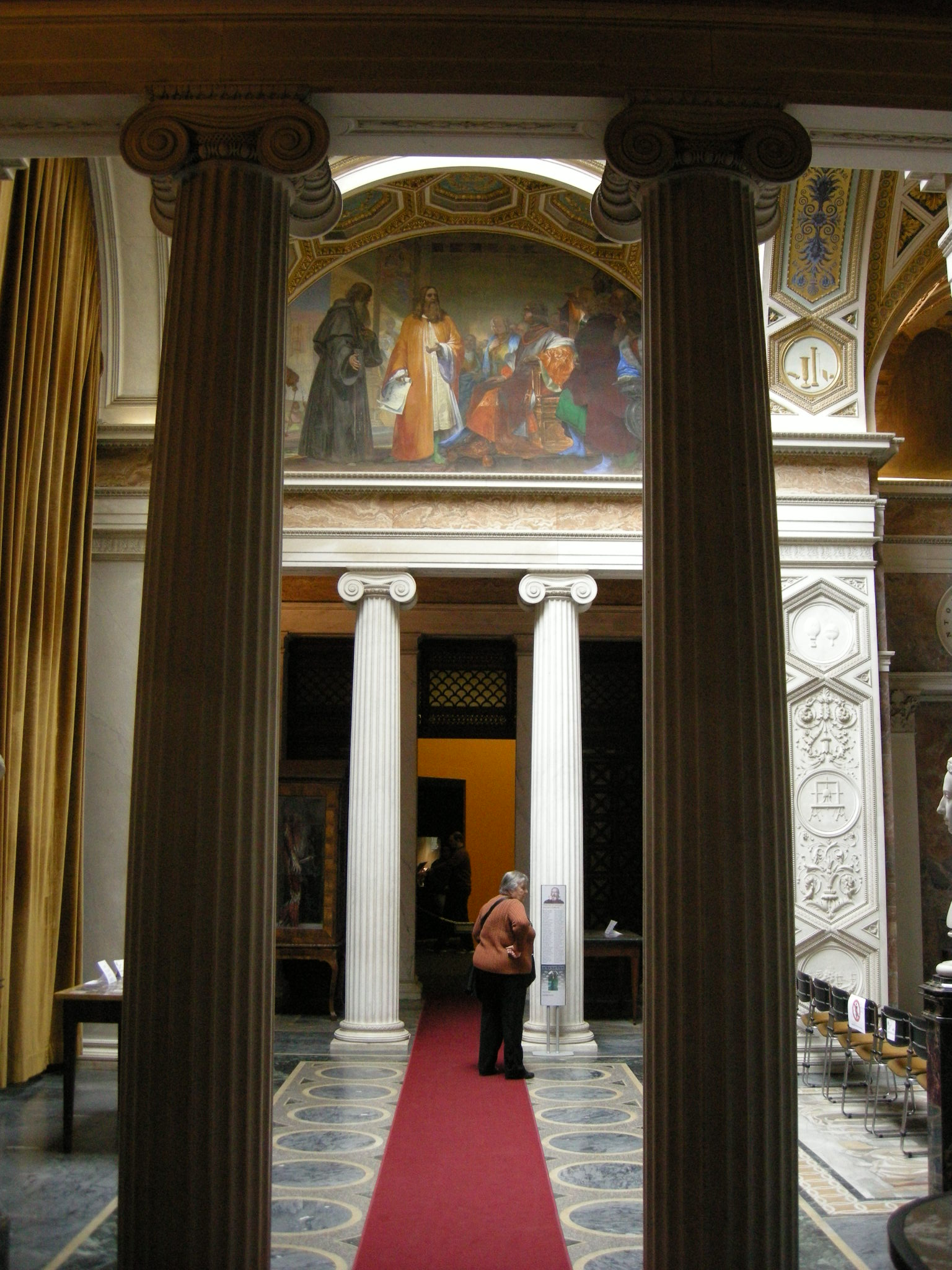
Interno

Tutto il soffitto è decorato da stucchi bianchi e dorati, mentre le pareti hanno specchiature in marmo rosso, intervallate da medaglioni effigianti gli scienziati e da rilievi marmorei di strumenti scientifici. Altre figure allegoriche si trovano infine negli spicchi della volta e nei pennacchi della cupola. Nel vano di ingresso si trovano quattro busti marmorei dei protettori degli studi scientifici a Firenze: il cardinale Leopoldo de' Medici, Pietro Leopoldo, Ferdinando III e Leopoldo II di Lorena. Qui si trovano oggi anche tre teche contenenti altrettanti modellini anatomici settecenteschi in cera, per i quali è famoso il Museo della Specola.